# Сейд (магія)
Сейд, сейдр (давньосканд. seiðr, seidr) — стародавня практика магії, споріднена із шаманством, що припускає трансові стани та подорожі різноманітними сферами реальності, які входять до структури світового дерева Іггдрасіль. Практика сейд протилежна по техніці гальдору і часто пов'язана із сексуальними прийомами. Цьому виду магії за переказами Фрея навчила Одіна. Це магічний шлях тіла (на відміну від шляху свідомості), який не має нічого спільного з рунами та їх тлумаченням. Сейд є магічною технікою зміни світу (зовнішнього і внутрішнього) згідно з волею чаклуна. В сейді широко використовуються різноманітні трави, мазі та настоянки.
Сейд — виключно жіноча форма магії, трансу і вміння передбачати майбутнє. Хоча легенда говорить, що в основі вчення Фреї лежали створені нею руни, якими користувалися її жриці. Сейд була вмінням змінювати зовнішній вигляд, здатністю до астральних подорожей по Дев'яти Світах, сексуальною магією, зціленням, насланням проклять тощо. Жінки, які практикували подібні речі називалися «вьольвами» та «сейдконами» (vǫlva та seiðkona) і вважалися жрицями Фреї.
Але «сейдом» займалися не лише жінки. В поэтичних та прозаїчних творах того часу можна віднайти згадки про те, що «сейд» практикували і чоловіки, переодягнені у жіночий одяг. В міфах згадується єдиний бог-чоловік, який практикував цей вид магії — Одін. Проте, чоловіки, які займалися подібною формою магії, не були шановані в суспільстві, їх висміювали, а інколи навіть вбивали. Переодягання у жіночу сукню — стародавня традиція, в основі якої лежало переконання в тому, що для того щоб служити Богині, чоловік повинен перевтілитись у жінку, що в духовному сенсі є неприйнятним для патріархального суспільства.
Як стверджує Сноррі Стурлусон, Одін знав та застосовував магію сейд: завдяки їй він міг передбачати майбутнє і насилати смерть, лихо та хворобу. Але це чаклунство, додає Сноррі, передбачає таку «ницість», що люди не вдавалися до неї «без сорому»; сейд залишалась швидше для гід'юр («жриць» або «богинь»). В Lokasenna Одіну докоряють використанням сейд, що «негідно чоловіка». Джерела говорять про чаклунів (сейдменн) і чаклунок (сейдконур), а, як відомо, Одін навчився сейд від богині Фреї. Тому, можна припустити, що цей вид магії був спеціальністю жінок, тому саме з цієї причини вважався «негіднім чоловіка».
Також є наступні визначення: «Сейд — вид примітивної магії, що передбачає або спричинення шкоди конкретній особі (сейд руйнування), або отримання знання про майбутнє людей та вміння впливати на погоду, врожай і тому подібне». (Strömbäck: Kulturhistoriskt lexikon för nordisk medeltid, Malmö, 1970)
«Той, хто практикує магію seid, автоматично підозрюється в тому, що він нітс». (Schoeck)
«Той, хто практикує магію seid, автоматично вважається ергі — тобто розпусник, той, хто приносить неприємності». (Weisweiler)